# インテルファクス通信
インテルファクス（ロシア語: Интерфакс、英語: Interfax）は、モスクワに拠点を置くロシアの非政府系通信社である。1989年、ミハイル・ゴルバチョフによるペレストロイカ・グラスノスチの流れの中で合弁事業として設立された。ファクシミリを用いた速報で人気を博し、ロシアの最大手通信社に成長した。30以上の関連会社からなる企業グループを形成している。
日本語メディアではもっぱら「インタファクス通信」、あるいは「インターファクス通信」と表記される。

## 歴史
1987年、ソ連テレビラジオ放送委員会の国外情報部門で働いていたミハイル・コミサールは、インド大使館で開かれたレセプションに招待され、外国の外交官から、ソ連国内で起きている出来事をもっと知らせてほしいという要望を受けた。事業の立ち上げを目指して各部署と折衝を行い、ゴルバチョフの最側近であったアレクサンドル・ヤコヴレフから口頭で許諾を得たのは1989年のことであった。

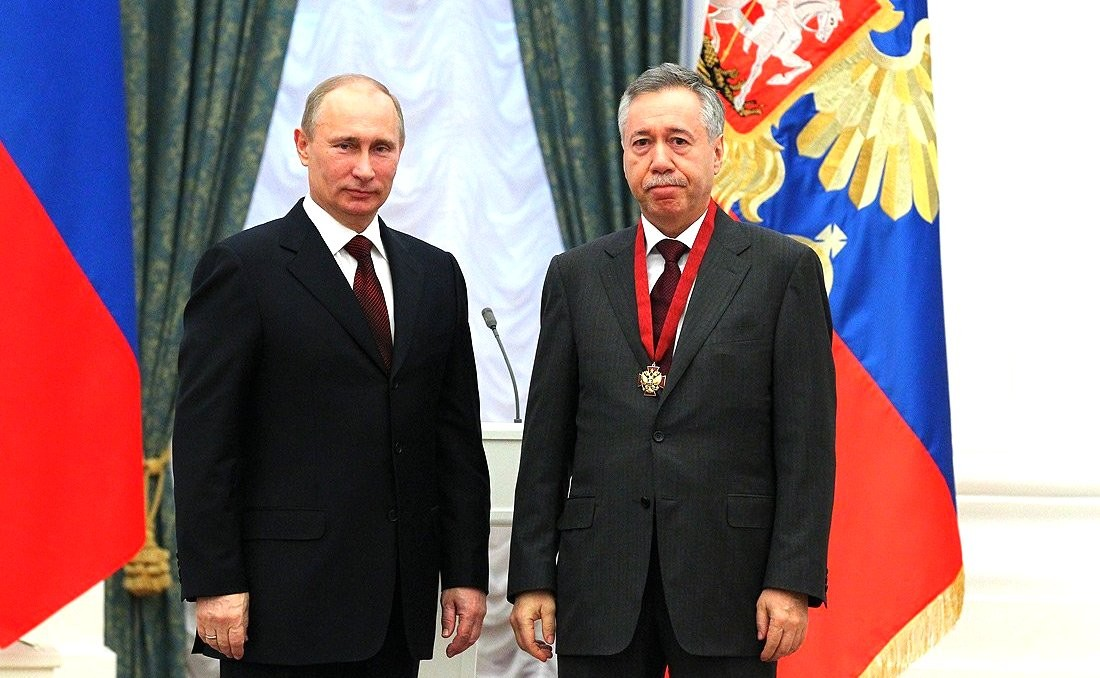
ミハイル・コミサールCEO

当時ソ連で主流の通信手段であったテレタイプは、タス通信および特別な機関によって独占されていた。コミサールは新しい技術として導入されつつあったファクシミリを用いた通信事業を考案し、ソ連・フランス・イタリアの合弁事業「インタークワドロ」の協力を得ることに成功した。このことが社名の由来となっている。
1989年9月に事業を開始した。タス通信、ノーボスチといった大手を向こうに回し、ファクシミリで一日数回情報を送信するというシンプルながら斬新な手法で、早くから日本大使館を含む外国人社会の間で信頼を得た。購読者数は1989年末には50、1990年4月には100に達した。
国外にも多くの購読者を持つようになったが、当時事態が急速に進展していたバルト三国情勢を連日報道していたこともあいまってソ連共産党保守派の反発を招き、事業閉鎖への圧力が強まった。1990年秋には合弁となっていたインタークワドロが撤退したため、当時の出版情報相ミハイル・ポルトラーニンの協力を得て民間企業として正式に登録した。
1991年1月11日に取り締まりを受け事業の一時停止を強いられた。当時入居していた社屋からも追放されたが間もなく事業を再開した。このことから1月11日は社の「独立記念日」となっている。
1991年2月、初の本格的な国外業務提携として日本の共同通信社との契約に合意した。7月にはアメリカ合衆国デンバーに子会社を設立した。
1991年8月19日のクーデター未遂の際には、国家非常事態委員会が政権掌握を宣言し多くのメディアを閉鎖、国際電話通信も遮断されたが、同社は「SprintNet」と呼ばれるグローバルネットワークを利用していたため遮断を免れ国外への情報伝達に成功した。

### 業務の拡大
旧ソ連諸国への展開として、1992年ウクライナ、1994年ベラルーシ、1996年カザフスタン、2002年アゼルバイジャンに子会社を開設した。2022年1月、ベラルーシの法律変更により同国の子会社が事業停止を余儀なくされたと報じられた。
ロシア国内にはモスクワと21都市に拠点を有する。モスクワやサンクトペテルブルクに加え、2004年チェリャビンスク、クラスノヤルスクおよびイルクーツク、2006年ハバロフスク、2007年バルナウル、2015年ウファなど地方の主要都市に支局を開設している。
国外拠点としては、1991年にアメリカ合衆国デンバー、1992年ロンドン、1993年フランクフルト、1998年香港に子会社を設立した。
1999年にロイター、2000年にEFEとの提携を開始した。2001年にはS&P、2002年にはムーディーズと提携を開始している。
2004年、SPARKシステムが稼働した。ロシア国税局、国家統計庁、ロシア財務省、中央銀行、米D&B社など65機関からの資料を基にした大規模な企業情報データベースであり、日々更新が続けられている。ロシアだけでなく、ウクライナ、カザフスタン、ベラルーシ、キルギスタン、モルドバの法人および個人事業主に関して、デューディリジェンス、KYCに不可欠な情報を提供している。

## 受賞
2015年にルネト賞（文化・報道部門）を受賞した。